# 사자자리 DP b
사자자리 DP b는 +17 등급의 어두운 항성 사자자리 DP를 돌고 있는 외계 행성이다. 이 별은 사자자리 방향으로 지구로부터 약 1,304 광년 떨어진 곳에 있다. 이 행성의 최소 질량은 목성의 약 6.28배이다. 특이한 점은 b는 백색 왜성과 적색 왜성으로 이루어진 근접 쌍성계를 하나의 어머니 항성처럼 공전하고 있다는 사실이다. b는 두 별로부터 8.6 천문단위 떨어져서 돌고 있는데, 이 거리는 태양으로부터 목성과 토성 중간 정도이다. 이 별의 궤도 이심률은 아직 밝혀지지 않았다.